# Anomalencyrtus paeones
Anomalencyrtus paeones är en stekelart som beskrevs av John S. Noyes och Hayat 1994. Anomalencyrtus paeones ingår i släktet Anomalencyrtus och familjen sköldlussteklar. Inga underarter finns listade i Catalogue of Life.